# Fidżi na Letnich Igrzyskach Olimpijskich 2000
Fidżi na XXVII Letnich Igrzyskach Olimpijskich w Sydney reprezentowało 6 sportowców (4 mężczyzn, 2 kobiety) w 5 dyscyplinach.
Był to 10. start Fidżi na letnich igrzyskach olimpijskich.

## Reprezentanci

### Judo
- kategoria +100kg mężczyzn: Nacanieli Qerewaqa - odpadł po pierwszej walce

### Lekkoatletyka
- bieg na 800 m mężczyzn: Isireli Naike Leke Levesi - odpadł w eliminacjach (48. czas)
  - eliminacje (1 runda): 1:49.61

### pływanie
- 50 m stylem dowolnym kobiet: Caroline Pickering - odpadła w eliminacjach (49. czas)
  - eliminacje: 26.57
- 100 m stylem dowolnym kobiet: Caroline Pickering - odpadła w eliminacjach (35. czas)
  - eliminacje: 56.82
- 100 m stylem dowolnym mężczyzn: Carl Probert - odpadł w eliminacjach (36. czas)
  - eliminacje: 51.34
- 200 m stylem dowolnym mężczyzn: Carl Probert - odpadł w eliminacjach (45. czas)
  - eliminacje: 01:54.98

### Podnoszenie ciężarów
Kobiety
| Zawodnik     | Konkurencja | Rwanie | Rwanie | Rwanie | Dwubój | Dwubój | Dwubój | Łącznie | Poz. |
| Zawodnik     | Konkurencja | 1      | 2      | 3      | 1      | 2      | 3      | Łącznie | Poz. |
| ------------ | ----------- | ------ | ------ | ------ | ------ | ------ | ------ | ------- | ---- |
| Kesaia Tawai | -63 kg      | 75.0   | 75.0   | 75.0   | 90.0   | 95.0   | 95.0   | 165.0   | 9    |

### Żeglarstwo
- mistral mężczyzn: Tony Philp - 88 punktów (10. miejsce)